# Dimitar Dotsjev
Dimitar Dochev (Bulgaars: Димитър Дочев) (?, 9 februari 1975) is een Bulgaarse schaker met een FIDE-rating van 2370 in 2005 en rating 2399 in 2017. Hij is, sinds 1999, een internationaal meester (IM). 
In 2000 werd hij elfde op het Tanta Open toernooi in Tanta.
In 2001 werd hij derde op het internationale open schaaktoernooi in Chalkis, Griekenland.
Van 23 mei t/m 3 juni 2005 speelde hij mee in het toernooi om het 69e kampioenschap van Bulgarije in Pleven en eindigde met 5.5 punt uit 13 ronden op de negende plaats. Het toernooi werd met 9.5 punt gewonnen door Ivan Tsjeparinov.
In 2015 was hij mede-ondertekenaar van een door 33 GM's en IM's ondertekende open brief, gericht aan de Bulgaarse minister van sport. In deze brief wordt de minister aangesproken op het slechte aanzien van Bulgarije in de internationale schaakwereld.

## Externe koppelingen
- (en)   Informatie over schaakpartijen van Dimitar Dotsjev op ChessGames.com
- (en)   Informatie over schaakpartijen van Dimitar Dotsjev op 365chess.com
- (en)  FIDE-ratinggegevens voor Dimitar Dotsjev